# Classe India

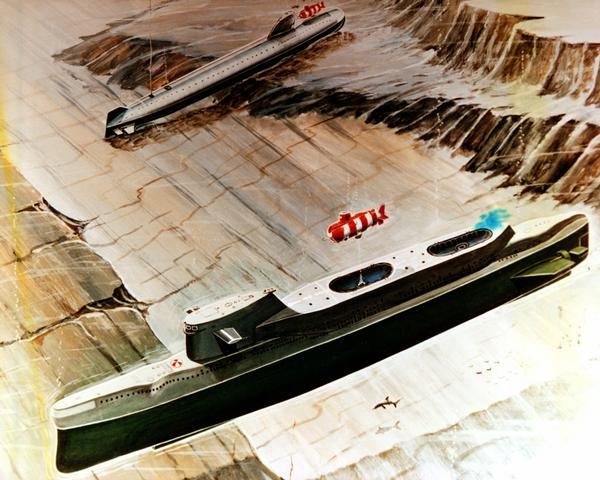
Vue d'artiste d'un sous-marin soviétique de la classe India déployant deux sous-marins de sauvetage transportés à bord pour assister un sous-marin de la classe November.

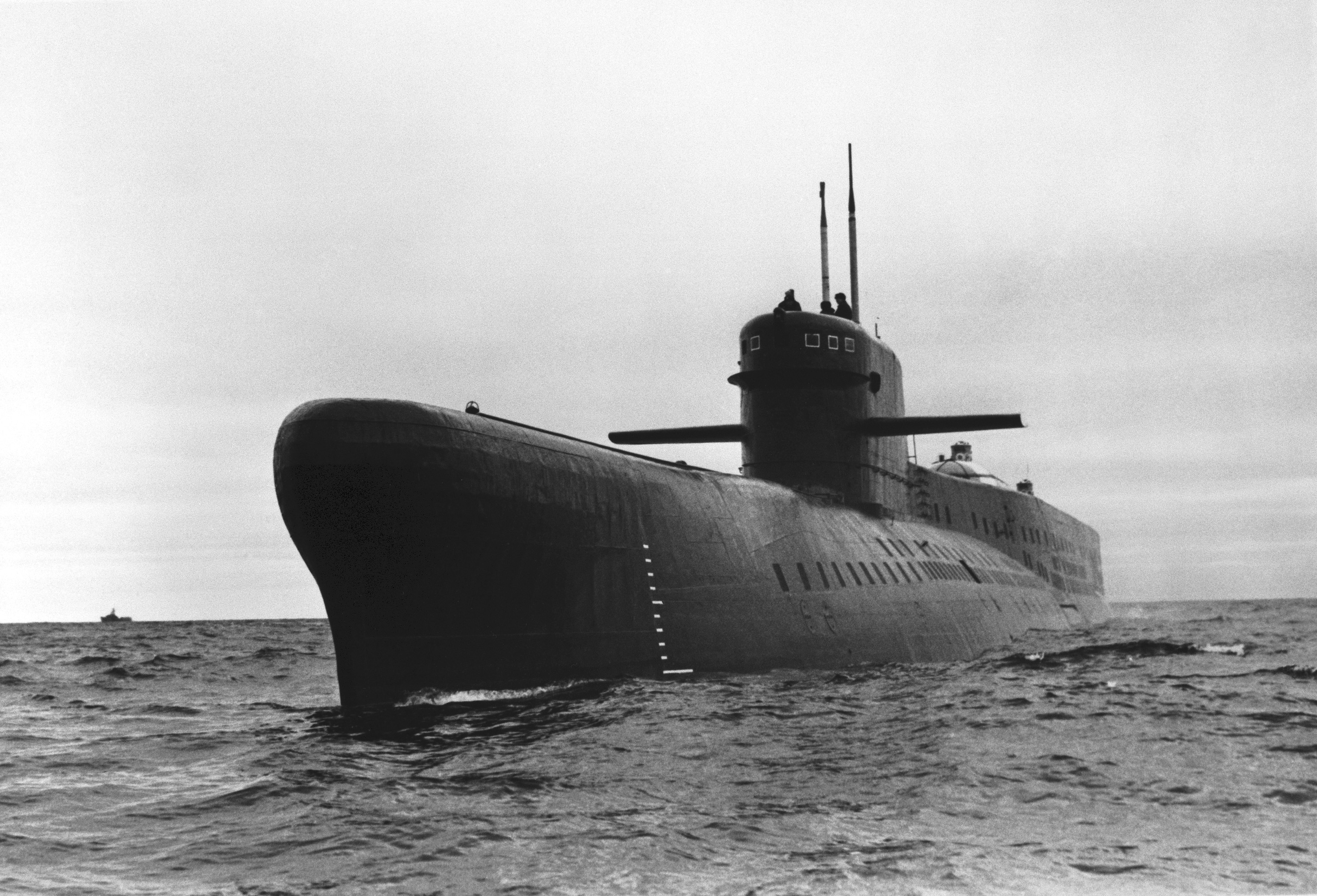
On observe à l'arrière le sous-marin de sauvetage de classe Poseidon.

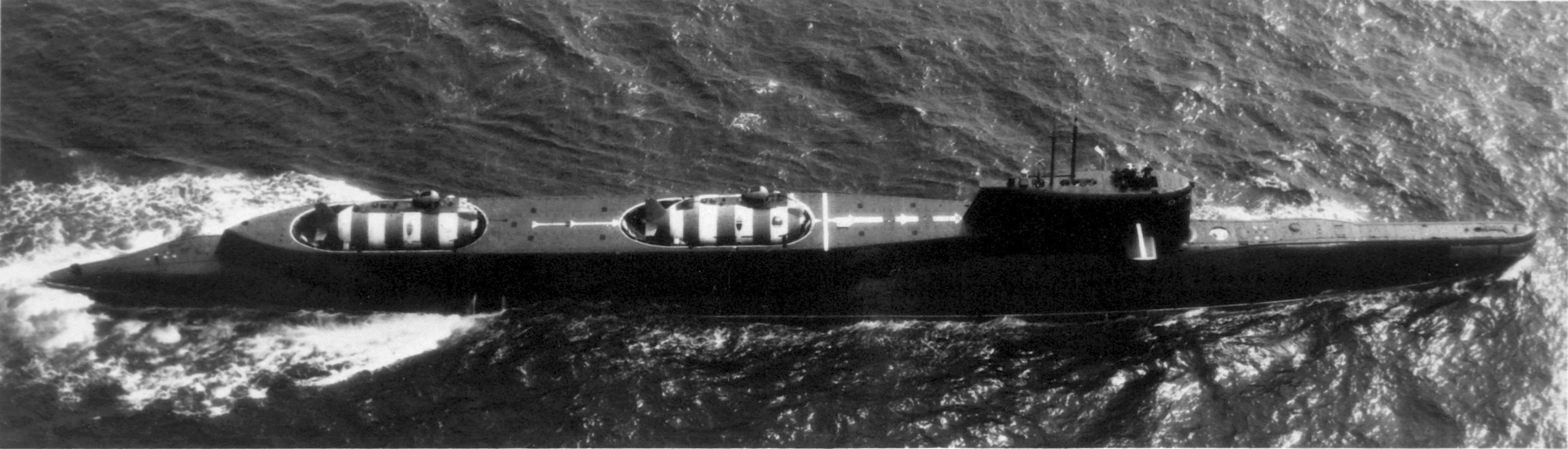
On observe à l'arrière les deux sous-marin de sauvetage de classe Poseidon.

La classe India est le nom donné par l'OTAN à une classe de sous-marin de sauvetage de l'Union soviétique et de la Russie où il est nommé Projet 940 Lenok.

## Description
Ses sous-marins sont prévus pour servir de vaisseaux-mères aux sous-marin de sauvetage en profondeur de la classe Poseidon, semblable à la classe Priz (par exemple l'AS-28). La classe Priz est en voie d'être remplacée par la classe Bester.
Le sous-marin est équipé de deux caisson de décompression ainsi que d'équipements médicaux. 
Cette classe a servi à mettre en œuvre des opérations de forces spéciales comme les Spetsnaz.[réf. nécessaire]
Deux exemplaires furent construits pour la marine soviétique et mis en réserve au début des années 1990 et détruits par la suite.

## Mini sous-marins de sauvetage
De la classe Poseidon, en tout, il en fut construit 5, dont un expérimental. Prévus pour évacuer l'équipage d'un sous-marin en difficulté, leur profondeur prévue pour le faire était fixée à 120 m, mais ils pouvaient probablement dépasser les 1 000 m de profondeur. L'équipage était composé de 3 personnes et ils pouvaient transporter 24 passagers.